# ويليام دالي فيليبس
ويليام دالي فيليبس (بالإنجليزية: William Dale Phillips)‏ هو ضابط وكيميائي أمريكي، ولد في 10 أكتوبر 1925 في إلجين في الولايات المتحدة، وتوفي في 15 ديسمبر 1993 في سانت لويس في الولايات المتحدة.